# Han Xiaopeng
Han Xiaopeng (chinesisch 韩晓鹏, Pinyin Hán Xiǎopéng; * 13. Dezember 1983 in Pei, Jiangsu) ist ein chinesischer Freestyle-Skier, der auf die Disziplin Aerials (Springen) spezialisiert ist. 2006 wurde er Olympiasieger, 2007 Weltmeister.

## Biografie
Am 12. August 2000 nahm Han in Mount Buller erstmals an einem Weltcupspringen teil und erreichte dabei den 16. Platz. In seiner ersten und zweiten Saison kam er nur sporadisch zum Einsatz. Bei den Olympischen Winterspielen 2002 sprang er auf Platz 24. Den Durchbruch an die Weltspitze schaffte er in der Weltcupsaison 2002/03 mit der ersten Podestplatzierung, die er in Lake Placid erzielte.
In der Weltcupsaison 2004/05 wurde Han zweimal Zweiter und einmal Dritter, womit er in der Weltcupwertung den dritten Platz belegte. Ein weiterer Podestplatz folgte in der Saison 2005/06. Den größten Erfolg seiner Karriere konnte er bei den Olympischen Winterspielen 2006 feiern, als er eher unerwartet die Goldmedaille gewann und damit der erste chinesische Olympiasieger bei Winterspielen wurde.
2006/07 gelang Han erneut ein Podestplatz im Weltcup. Nachdem er bei den Winter-Asienspielen 2007 in Changchun gesiegt hatte, gewann er zum Saisonabschluss bei der Weltmeisterschaft 2007 in Madonna di Campiglio erneut die Goldmedaille. Er war damit Olympiasieger und Weltmeister geworden, ohne je ein Weltcupspringen für sich entschieden zu haben. Auch in der darauf folgenden Saison 2007/08 verpasste er mit drei Podestplätzen einen Weltcupsieg nur knapp.
Die Saison 2008/09 musste Han verletzungsbedingt ausfallen lassen. Mit Ausnahme eines fünften Platzes im Dezember 2009 blieben Top-Platzierungen seither aus.

## Erfolge

### Olympische Spiele
- 2002 Salt Lake City: 24. Aerials
- 2006 Turin: 1. Aerials
- 2010 Vancouver: 21. Aerials

### Weltmeisterschaften
- 2003 Deer Valley: 29. Aerials
- 2005 Ruka: 20. Aerials
- 2007 Madonna di Campiglio: 1. Aerials

### Weltcup
- 5 zweite Plätze, 4 dritte Plätze
- Saison 2004/05: 3. Aerials-Weltcup
- Saison 2005/06: 8. Aerials-Weltcup
- Saison 2006/07: 6. Aerials-Weltcup
- Saison 2007/08: 5. Aerials-Weltcup

### Weitere Erfolge
- Winter-Asienspiele 2007: 1. Aerials
- 2 Siege im Europacup
- 1 chinesischer Meistertitel (2003)